# Mnichovo Hradiště
Mnichovo Hradiště (dříve Hradiště nad Jizerou, německy Münchengrätz) je město ležící v okrese Mladá Boleslav asi 50 km severovýchodně od Prahy, asi 14 km severně od Mladé Boleslavi a je vstupní branou do Českého ráje. Žije zde přibližně 9 000 obyvatel.

## Historie
Město se původně nazývalo klášter Hradiště, později Hradiště nad Jizerou nebo Hradiště Mnichové. Název Mnichovo Hradiště začal převládat v 19. století.
První písemná zpráva o Mnichově Hradišti pochází z roku 1279, kdy je uváděno jako místo útěku královny Kunhuty, někde je první zmínka uváděna k roku 1230. Město ale již o něco dříve založili mniši z cisterciáckého kláštera na protějším břehu řeky Jizery. Mniši založili své vlastní poddanské městečko poblíž asi 3 kilometry vzdálené rybářské vesnice Rybitví, na místě, kde se křížily tři cesty, mladoboleslavská, turnovská a jičínská. Ti Mnichovo Hradiště měli ve svém držení do roku 1420. Tehdy byl klášter vypálen a městečko obsazeno husitským vojskem. Podruhé bylo Mnichovo Hradiště dobyto a vypáleno lužickými křižáky za vlády Jiřího z Poděbrad.
Poté se držitelé často střídali, až jej roku 1547 získal jako konfiskát král Ferdinand I. V roce 1556 koupil městečko od královské komory Jindřich Žibřid z Velechova. Ten nechal roku 1558 zhotovit městskou pečeť.

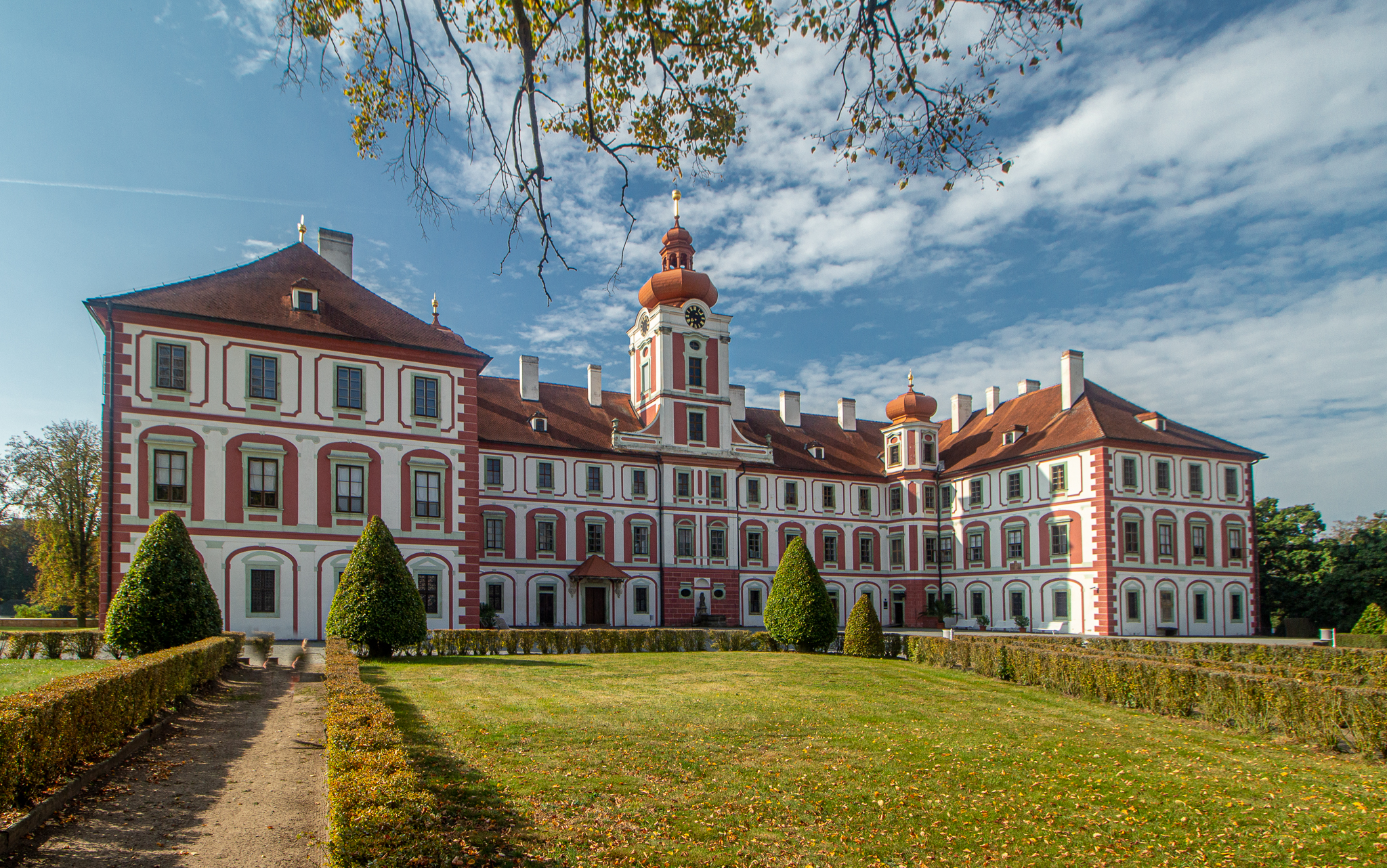
Zámek Mnichovo Hradiště

Roku 1579 se Mnichovo Hradiště stalo vlastnictvím Budovců z Budova. Poslední Budovec Václav Budovec byl majitelem mnichovohradištského panství od roku 1602 a vybudoval zde renesanční zámek. Hradišťským měšťanům potvrdil privilegia, udělil jim vářečné právo a osvobodil je od některých robot a poplatků. Dne 21. června 1621 byl na Staroměstském náměstí v Praze mezi 27 českými vůdci stavovského povstání popraven a zároveň mu byl zkonfiskován jeho majetek.
O rok později získal Mnichovo Hradiště do svého držení Albrecht z Valdštejna. Ten ho roku 1624 postoupil svému příbuznému Maxmiliánu z Valdštejna a v jeho rodě pak panství zůstalo až do roku 1945.
V době třicetileté války, v roce 1643, ve městě pobývala švédská vojska. Neopatrností vypukl požár, který zničil skoro celé město.
V 17. století město vlastnil Arnošt Josef z Valdštejna, který k němu připojil okolní statky, také nechal přebudovat zámek do barokní podoby. Také založil kapucínský klášter a kostel sv. Tří králů. Na místě zrušeného panského dvora nechal postavit domky pro úředníky a vznikl základ pro čtvrť Nové město.
V 18. století přibyly na pokyn Marie Markéty z Valdštejna další památky, např. sousoší sv. Jana Nepomuckého nebo děkanský kostel sv. Jakuba. V roce 1713 se městu vyhnula morová epidemie a lidé za to připisovali zásluhu sv. Anně, patronce města a panství. Marie Markéta z Valdštejna nechala zbudovat kapli sv. Anny.
Od roku 1755 panství spravoval Vincenc z Valdštejna, který nechal zbudovat barokní radnici s hodinovou věží.
Ve městě vznikla židovská náboženská obec. Židé měli i synagogu a vlastní hřbitov.
V roce 1833 se na zámku konala schůzka Svaté aliance.
V roce 1866 došlo ve městě a v okolí k několika střetům rakouské a pruské armády.
K významným průmyslovým závodům v 19. století patřily: továrna bratří Kompertů na výrobu obuvi, lučební továrna Josefa Poláčka a textilní závod Franze Bujattiho. V 60. letech hrabě Arnošt z Valdštejna zřídil cukrovar.
Na počátku 20. století bylo město sídlem samosprávního okresu.
V roce 1938 se po zabrání Sudet město ocitlo poblíž hranic. Dne 10. května 1945 do města přijela Rudá armáda.
Od 50. let se rozvíjely automobilka LIAZ, závod Severka na výrobu dětských oděvů, Fruta, chemická čistírna a cukrovar.

### Územně-správní začlenění
Dějiny územněsprávního začleňování zahrnují období od roku 1850 do současnosti. V chronologickém přehledu je uvedena územně administrativní příslušnost města v roce, kdy ke změně došlo:
- 1850 země česká, kraj Jičín, politický okres Mladá Boleslav, soudní okres Mnichovo Hradiště[7]
- 1855 země česká, kraj Mladá Boleslav, soudní okres Mnichovo Hradiště[7]
- 1868 země česká, politický i soudní okres Mnichovo Hradiště[7]
- 1939 země česká, Oberlandrat Jičín, politický i soudní okres Mnichovo Hradiště[8]
- 1942 země česká, Oberlandrat Praha, politický okres Mladá Boleslav, soudní okres Mnichovo Hradiště[9]
- 1945 země česká, správní i soudní okres Mnichovo Hradiště[10]
- 1949 Liberecký kraj, okres Mnichovo Hradiště[11]
- 1960 Středočeský kraj, okres Mladá Boleslav[12]

### Rok 1932
V městě Mnichovo Hradiště s 3992 obyvateli v roce 1932 byly evidovány tyto úřady, živnosti a obchody (pouze výběr):
- Instituce: poštovní úřad, telegrafní úřad, telefonní úřad, okresní úřad, okresní soud, berní správa, berní úřad, důchodkový kontrolní úřad, katastrální měřičský úřad, okresní četnické velitelství, 3 katolické kostely, synagoga, chorobinec, chudobinec, okresní muzeum, sbor dobrovolných hasičů.
- Průmysl a živnosti: obchodní gremium, společenstvo řezníků a uzenářů, odboru živnosti obuvníků, sedlářů, pěstování bource morušového, cukrovar, elektrárna, továrna na obuv, výroba ortopedické obuvi, pila, sklárna, 2 velkostatky.
- Služby: 5 lékařů, zubní lékař, 3 zvěrolékaři, 3 advokáti, notář, 9 autodopravců, bankovní závod, biograf Sokol, fotoateliér, geometr, 10 hostinců, 4 hotely Beránek, U nádraží, U hroznu, U zlaté hvězdy, 2 hudební školy, 3 kavárny, lékárna, pensionát, 2 restaurace, revisní kanceláře, Městská spořitelna, Občanská záložna, Okresní hospodářská záložna, Rolnická záložna, úvěrní družstvo, zubní ateliér.

Ve vsi Hoškovice s 303 obyvateli (v roce 1932 samostatné vsi, ale která se později stala součástí Mnichova Hradiště) byly evidovány tyto živnosti a obchody: družstvo pro rozvod elektrické energie, 2 hostince, kolář, kovář, lakýrník, obuvník, obchod se smíšeným zbožím, trafika, velkostatek.
Ve vsi Podolí s 274 obyvateli (v roce 1932 samostatné vsi, ale která se později stala součástí Mnichova Hradiště) byly evidovány tyto živnosti a obchody: obchod s dobytkem, 2 hostince, kolář, kovář, sadař, obchod se smíšeným zbožím, spořitelní a záložní spolek, 2 trafiky, velkostatek.
Ve vsi Sychrov s 350 obyvateli (v roce 1932 samostatné vsi, ale která se později stala součástí Mnichova Hradiště) byly evidovány tyto živnosti a obchody: elektrárna, elektrotechnické potřeby, 3 hostince, 3 rolníci, obchod se smíšeným zbožím, trafika, velkostatek.
Ve vsi Veselá s 792 obyvateli (v roce 1932 samostatné vsi, ale která se později stala součástí Mnichova Hradiště) byly evidovány tyto živnosti a obchody: elektrárna, 2 holiči, 3 hostince, 2 koláři, kovář, 3 krejčí, obuvník, pekař, porodní asistentka, 2 řezníci, brusírna skla, 4 obchody se smíšeným zbožím, 2 švadleny, tkalcovna, trafika, truhlář.

## Části města

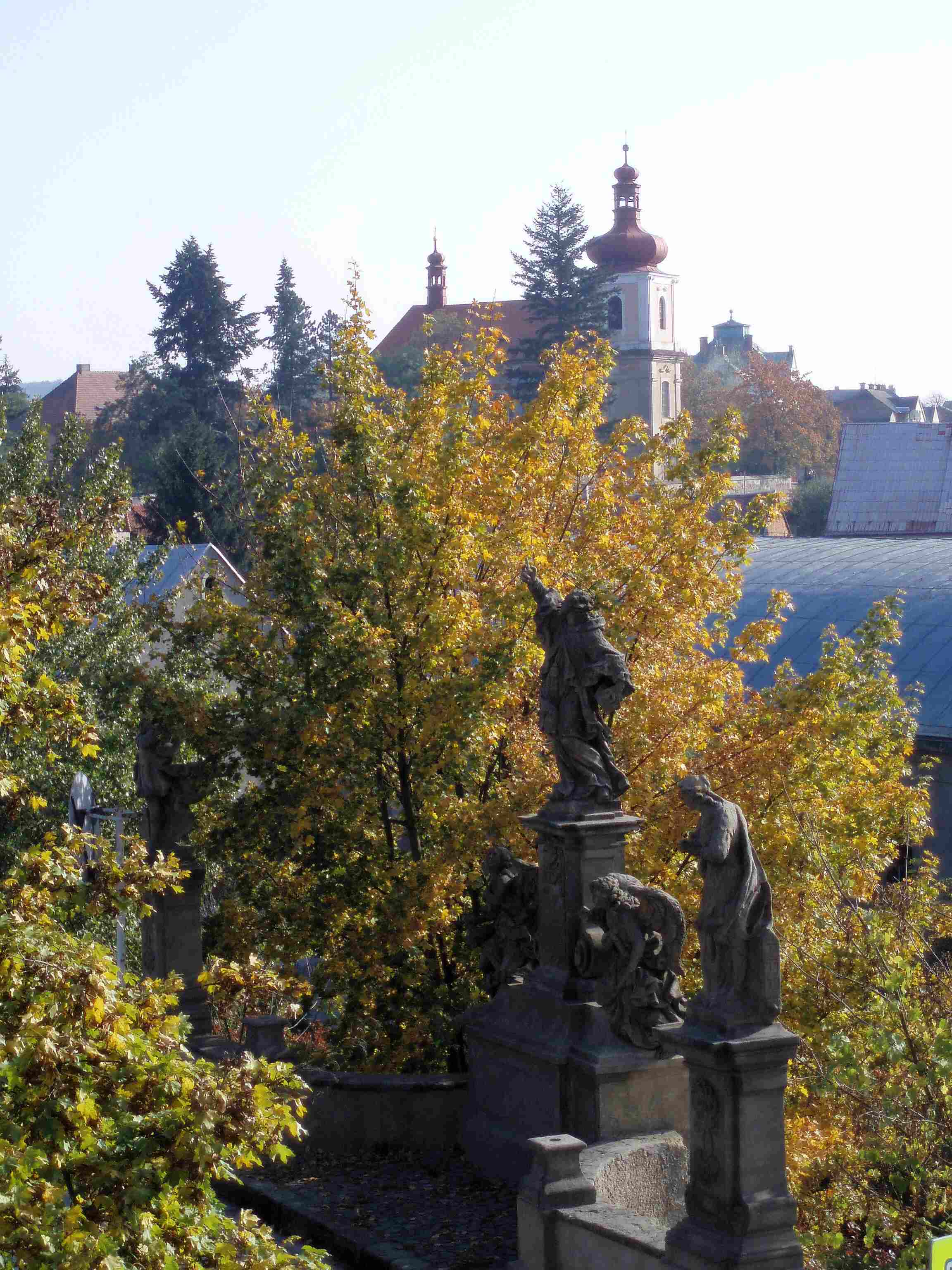
Mnichovo Hradiště

Mnichovo Hradiště se skládá z 12 místních částí na osmi katastrálních územích:
- k. ú. Mnichovo Hradiště – část Mnichovo Hradiště
- k. ú. Dneboh – část Dneboh
- k. ú.  Hoškovice – část Hoškovice
- k. ú. Lhotice u Bosně – části Dobrá Voda a Lhotice
- k. ú. Olšina – část Olšina (zahrnuje ZSJ Kurovodice)
- k. ú.  Podolí u Mnichova Hradiště – části Hradec, Kruhy a Podolí
- k. ú. Sychrov nad Jizerou – části Hněvousice a Sychrov
- k. ú. Veselá u Mnichova Hradiště – část Veselá

## Doprava

### MHD a silniční doprava
Okolo města vede dálnice D10 Praha - Mladá Boleslav - Turnov (sjezd 57) a silnice II/268 Nový Bor - Mimoň - Mnichovo Hradiště - Kněžmost - Horní Bousov. Z města vychází silnice II/277 Mnichovo Hradiště - Český Dub, městem vede silnice II/610 Praha - Mladá Boleslav - Mnichovo Hradiště - Turnov.

### Železniční doprava
Město Mnichovo Hradiště leží na železniční trati Praha - Turnov, jejíž úsek Praha - Mnichovo Hradiště je součástí systému Pražské integrované dopravy. Jedná se o jednokolejnou neelektrizovanou celostátní trať. Doprava byla na trati Kralupy-Turnov zahájena roku 1865. Po trati Praha - Turnov jezdí osobní vlaky i rychlíky, v pracovních dnech roku 2011 je to 5 párů rychlíků (dopravce Arriva), 1 pár spěšných a 10 osobních vlaků (ČD). Ve středu města leží rychlíková železniční stanice Mnichovo Hradiště.

### Autobusová doprava
Ve městě zastavovaly v květnu 2011 autobusové linky jedoucí do těchto cílů: Český Dub, Harrachov, Kolín, Liberec, Mladá Boleslav, Praha, Semily, Sobotka, Turnov, Vrchlabí.
Město se 12. 12. 2021 zaintegrovalo do Pražské integrované dopravy, čímž se zjednodušilo spojení města s Mladou Boleslaví a Prahou.

## Pamětihodnosti

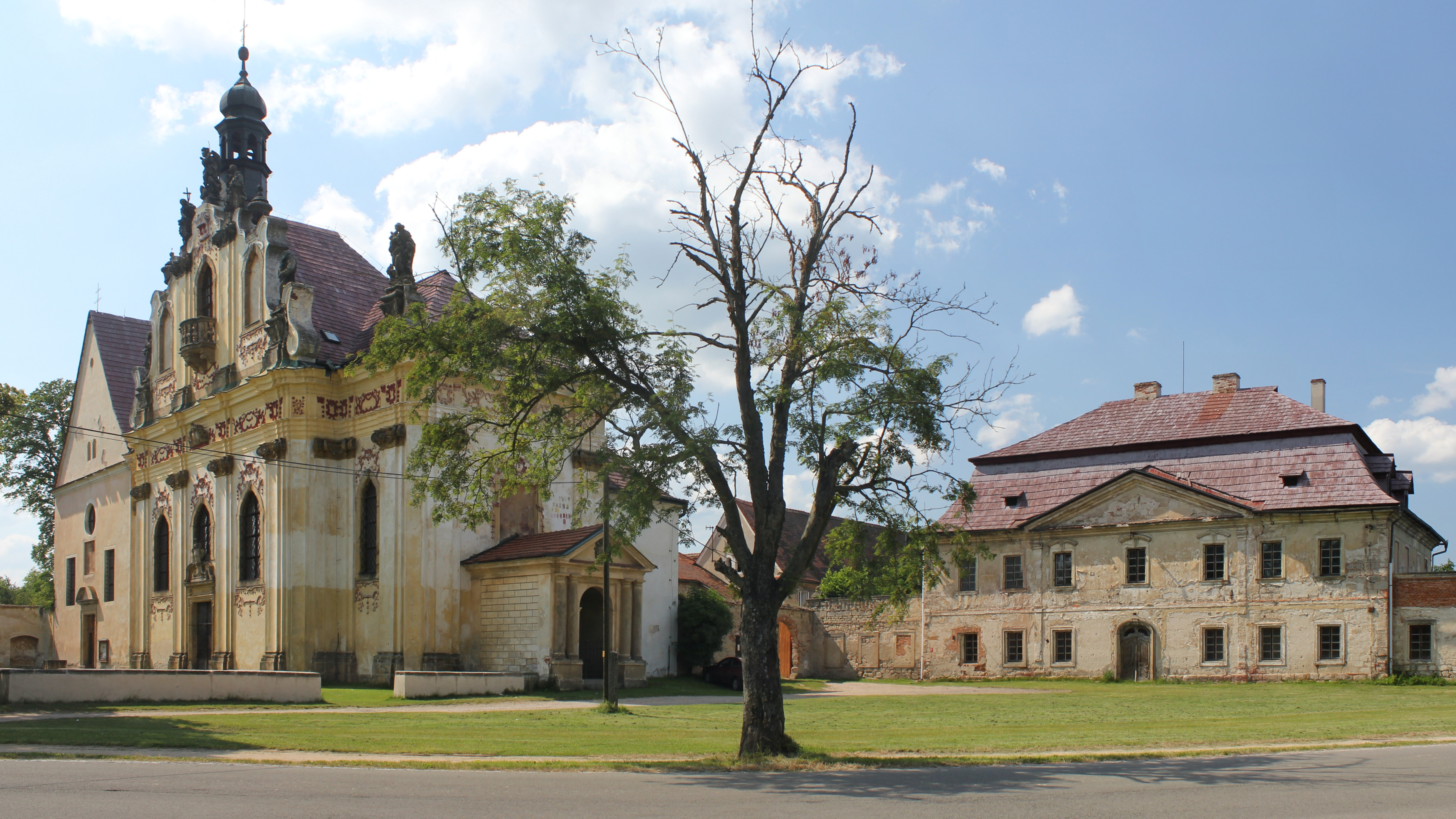
Areál bývalého kapucínského kláštera s kostelem svatých Tří králů a kaplí svaté Anny

- Barokní (původně renesanční) zámek
- Barokní děkanský kostel sv. Jakuba Staršího
- Kapucínský klášter
- Kostel svatých Tří králů (součást kláštera)
- Kaple svaté Anny (pohřební kaple Valdštejnů, součást kláštera)
- Novorenesanční radnice
- Židovské ghetto
- Hrobka rodiny Hendrichovy a Švermovy
- Zaniklý (sporný) klášter benediktinů

## Osobnosti
- Adam Zalužanský ze Zalužan (1555? – 1613), lékař, lékárník a profesor
- Antonín Tuvora (1747–1807), malíř
- Franz von Koller (1767–1826), generál adjutant maršála Karla Filipa ze Schwarzenbergu
- Emanuel Arnold (1800–1869), český novinář, politik a revolucionář
- Václav Jan Sekera (1815–1875), lékárník, botanik a vlastenec
- Leopold Kompert, (1822–1886), spisovatel
- František Chalupa (1828–1897), malíř a ilustrátor
- Jan Kvíčala (1834–1908), klasický filolog, pedagog a politik
- Karel Mattuš (1836–1919), staročeský politik a národohospodář
- Karl von Banhans (1861–1942), rakouský politik a železniční manažer
- Ferdinand Hoffmeister (1875–1936), klasický filolog a středoškolský pedagog
- Jan Šverma (1901–1944), komunistický politik, novinář
- Jaroslav Dostálek (1909–1996), kanovník litoměřické kapituly
- Jiří Tancibudek (1921–2004), česko-australský hobojista
- Jaromír Paldus (1926–1994), volejbalista
- Prof. JUDr. Karel Malý, DrSc., dr.h.c. (* 1930), český právník, specialista na právní dějiny, bývalý rektor Univerzity Karlovy v Praze, bývalý děkan PF UK
- Milan Šulc (1934–2004), herec
- Doc. Ing. Zdeněk Strnad, CSc. (* 1939), český chemik, vědec, podnikatel

## Partnerská města
- Erzhausen, Německo
- Figline e Incisa Valdarno, Itálie
- Chojnów, Polsko